# Harpag
Harpag (grč. Harpagos, Harpagus ili Hypargus; akad. Arbaku ili Arbaces) je bio medijski general u 6. stoljeću pr. Kr., koji je prema Herodotu u bitci kod Pasargada prešao na stranu perzijskog vođe Kira Velikog te mu pomogao da uspostavi Ahemenidsko Perzijsko Carstvo. Harpag je kasnije služio kao satrap Lidije.

## Životopis
Prema Herodotovom djelu „Povijesti“, Harpag je pripadao medijskoj kraljevskoj obitelji i služio je kralja Astijaga, posljednjeg vladara Medijskog Carstva.
Kada je Astijag saznao da njegov perzijski vazal Kir Veliki okuplja svoju vojsku, naredio je Harpagu kao svom glavnom generalu da krene u pohod protiv Kira. Nakon tri dana borbi u polju pokraj Pasargada, Harpag se odlučio osvetiti Astijagu za smrt svoga sina pa je prešao na stranu Kira II. Velikog, koji je kasnije porazio i samog Astijaga i time uspostavio Ahemenidsko Perzijsko Carstvo.

## Legenda
Herodotova priča o Harpagu danas se uglavnom smatra legendom temeljenoj na grčkoj mitologiji o Tiestu. Legenda kaže kako je Astijag sanjao kako će njegova kći Mandana roditi sina koji će ga svrgnuti s prijestolja, pa je naredio Harpagu da ubije dijete neposredno nakon porođaja. Ipak, Harpagu moral nije dopustio da ubije novorođenče, pa je pozvao kraljevskog pastira Mitradata iz planinske regije pokraj granice sa Saspirom, te mu naredio da ostavi dijete da umre u planinama. Srećom, pastir i njegova žena su se sažalili nad njime pa su ga prisvojili i odgojili kao svoje dijete, dok su svoje mrtvorođenče pokazali Harpagu kao Kira.
Deset godina kasnije, kada je otkriveno da je Kir II. živ, Astijag je kaznio Harpaga na način da mu je ubio vlastita sina i poslužio ga kao jelo prilikom banketa. Harpagu je na kraju objeda rečeno je poslužen njegov sin, nakon čega je skupio njegove ostatke i pokopao ga. Astijag je tada zatražio savjet od zoroastrijskih svećenika što da napravi s Kirom, a oni su mu savjetovali kako on više ne predstavlja opasnost pa ga je Astijag vratio njegovim biološkim roditeljima; Kambizu I. i Mandani koji su živjeli u Anšanu (pokraj Širaza u Iranu).
Harpag je pokušavao dobiti Kirovu naklonost pridavajući mu veliku pažnju i šaljeći mu darove, dok je istovremeno uvjeravao medijske plemiće da se okrenu protiv Astijaga. Kada je sve bilo spremno za pobunu, Harpag je Kiru poslao poruku skrivenu u utrobi jednog zeca, nakon čega je Kir pokrenuo ustanak protiv svog djeda.

## Povijesni izvori

### Herodotove „Povijesti“
Citati iz Herodotove „Povijesti“:
- „Astijag, nakon što se rodio Kir, poslao je Harpaga, čovjeka iz kraljevske obitelji i od velikog povjerenja među Medijcima...“

- „Kada je Kir opazio Lidijce koji su na polju skupljali svoje snage, zabrinuo se zbog snage njihove konjice, pa je prihvatio savjet Harpaga, jednog Medijca, koji mu je dao fantastičan savjet. Okupio je sve deve koje su služile za prijenos vojnog tereta, skinuo im teret, te na njih postavio konjanike. Nakon toga stavio ih je na čelo vojske i naredio napad na lidijsku konjicu...“

- „Astijag je u međuvremenu oteo Harpagova sina, pogubio ga pa raskomadao, nakon čega ga je spremio kao objed ostalima...“

- „Kada je Kir odrastao i postao poznat po hrabrosti među svojom okolinom, Harpag se želio osvetiti Astijagu pa je zasipao Kira poklonima i porukama...“

- „Nakon Mazarove smrti, Harpag je poslan na obalu da preuzme njegovo zapovjedništvo. On je također bio Medijac, kojem je Astijag pripremio nečasni banket, nakon čega je pomogao Kir Veliki|Kiru da dođe na tron carstva...“

- „Nakon što je pokorio Jonjane, Harpag je nastavio pohod protiv Karije i Licije. Jonjani i Eonjani prisiljeni su služiti njegovu vojsku...“

### Nabonidove kronike
Citat iz Nabonidovih kronika:
- „Kralj Astijag okupio je svoju vojsku i krenuo u pohod protiv Kira, kralja Anšana (jugozapadni Iran). Astijagova vojska se pobunila i prešla na Kirovu stranu. Kir je tada krenuo u pohod protiv grada Ekbatane; kraljevska prijestolnica je osvojena, a srebro, zlato i ostale dragocijenosti iz Ekbatane premještene su u Anšan.“[4]

## Vojna karijera
Nakon što je 550. pr. Kr. svrgnut Astijag, Harpag je služio kao jedan od zapovjednika perzijske vojske pod novim vladarom Kirom Velikim. Harpagova kronološka vojna karijera prema Herodotu slijedi:
- Neposredno prije konačnog obračuna u bitci kod Timbre između Kira i lidijskog kralja Kreza, Harpag je savjetovao Kira da postavi svoje deve ispred vojnika, što je trebalo uplaštiti lidijsku konjicu jer konji koji nisu navikli na miris deva. Strategija je uspjela i lidijska konjica se razbježala, a Kir je porazio i zarobio Kreza.

- Nakon što je u pobuni Lidije ubijen Kirov general Mazar, Kir Veliki zadužio je svog najuspješnijeg zapovjednika Harpaga da uguši ustanak na zapadu Male Azije.

- Medijski general Harpag ponovno je pokorio Lidiju, kao i susjedne pokrajine Joniju, Feniciju, Kariju, Ciliciju i Liciju, izuzevši grad Milet koji je prethodno stekao Kirovo povjerenje zbog odbijanja saveza s Krezom protiv Perzijskog Carstva jer je navodno Tales predvidio kako će Kir Veliki poraziti Kreza.[5]

- Unatoč tome što je Harpag izazivao strahopoštovanje na bojištu, slijedio je Kirovu politiku tolerancije i slobode prema osvojenim područjima.

- Harpag je bio poznat po brojnim inovacijama na području vojne inženjerije, npr. po korištenju zemljanih rampi prilikom opsada koje su kasnije koristili i Aleksandar Makedonski pri opsadi Tira, ili pak Rimljani tijekom opsade Masade. Rampe su korištene kako bi se premostile neprijateljske zidine.

- Unatoč tome što je bio popularan kao milostiv, pojedini stanovnici grada Ksantosa u Liciji nisu se željeli predati pa su počinili masivno samoubojstvo.

- Feničani se također nisu pomirili s pokoravanjem pod vodstvom Harpaga, pa su otplovili svojim brodovima u koloniju Kartagu.

## Kasniji život
Nakon što je završio svoje vojne pohode, Harpag je postavljen na mjesto satrapa (pokrajinskog namjesnika) Lidije u Maloj Aziji. Njegovi potomci su pripadali kraljevskoj obitelji Licije (današnja jugozapadna Turska).

## Poveznice
- Medijsko Carstvo
- Perzijsko Carstvo
- Astijag
- Kir Veliki
- Perzijski ustanak

| Prethodnik:                     | Satrap Lidije (cca 544. - 530-ih pr. Kr.) | Nasljednik:                  |
| Mazar (545. - cca 544. pr. Kr.) | Satrap Lidije (cca 544. - 530-ih pr. Kr.) | Oret (530-ih - 520. pr. Kr.) |

## Vanjske poveznice
- Harpag (Harpagus), Livius.org, Jona Lendering  Arhivirana inačica izvorne stranice od 3. studenoga 2005. (Wayback Machine)
- Nabonidove kronike, Livius.org The Chronicle of Nabonidus  Arhivirana inačica izvorne stranice od 8. prosinca 2016. (Wayback Machine)
- Herodotove „Povijesti“ (Piney.com)  Arhivirana inačica izvorne stranice od 3. lipnja 2009. (Wayback Machine)
- Harpag (Harpagus), AnceintLibrary.com  Arhivirana inačica izvorne stranice od 10. studenoga 2009. (Wayback Machine)
- [neaktivna poveznica]
- Popis lidijskih satrapa (Livius.org, Jona Lendering)  Arhivirana inačica izvorne stranice od 6. ožujka 2009. (Wayback Machine)